# Золотухін Валентин Васильович
Золотухін Валентин Васильович — радянський державний, партійний, військовий діяч, генерал-лейтенант.

## Життєпис
Народився в 1907 в місті Орел. Член ВКП(б) з 1925 року. Після школи ФЗУ в жовтні 1925 призначений головою Бюра юних піонерів Залізничного райкому ВЛКСМ, за п'ять місяців — на аналогічній посаді в Лівнах, ще через пів року — голова місцевого комсомолу. З жовтня 1930 по грудень 1931 в комсомольських структурах в Орлі та Воронежі, перший секретар обкому ВЛКСМ. З грудня 1931 — голова ЦБ ДКО ЦК ВЛКСМ, член Бюра ЦК ВЛКСМ — все до березня 1935).

Після піонерського руху продовжив кар'єру в армії: генерал-майор (28 липня 1944), генерал-лейтенант (9 травня 1961 года]]). В 1947-50 — начальник Управління кадрів Тилу Збройних сил СРСР. В 1950 — заступник начальника Політичного управління Сухопутних військ, з 1950 по жовтень 1950 — начальник Політичного управління Московського військового округа.
З жовтня 1950 по квітень 1953 — заступник завідувача Відділу з підбору й розподілу кадрів ЦК КПРС. Далі — заступник завідувача Відділом адміністративних й торгівельно-фінансових органів ЦК КПРС, перший заступник (1954). З 1954 — заступник завідувача Відділом адміністративних органів ЦК КПРС, перший заступник (1957), завідувач відділу (1957-60), перший заступник (1960-62). Начальник Політичного управління Ленінградського військового округа, член Військової ради округа (1960-62).
З 1962 — секретар комітету КПРС Військово-інженерної артилерійської Академії ім. Дзержинського.
Помер в Москві в 1976.